# Hikaru Nakamura (mangaka)
Hikaru Nakamura (jap. 中村 光 Nakamura Hikaru; ur. 21 kwietnia 1984 w prefekturze Shizuoka, w Japonii) – japońska mangaka, najbardziej znana z mang Arakawa Under the Bridge oraz Saint onii-san.

## Twórczość
- Arakawa Under the Bridge (jap. 荒川アンダー ザ ブリッジ Arakawa Andā za Burijji) (2004 – Square Enix)[1]
- Saint onii-san (jap. 聖☆おにいさん Seinto Onīsan) (2007 – Kōdansha)[2]